# München 21
München 21 war ein Projekt im Rahmen der Bahnhof-21-Planungen der Deutschen Bahn AG mit dem Ziel, den Kopfbahnhof des Münchner Hauptbahnhofes mit einem Durchgangsbahnhof im Untergrund zu ergänzen. Durch diese Maßnahme sollte unter anderem eine Zeitersparnis für den Regional- und Fernverkehr erreicht werden.
Das Projekt ging aus Mitte der 1990er Jahre begonnenen Überlegungen des Freistaats Bayern, der Deutschen Bahn sowie der Landeshauptstadt München hervor, die nach Lösungen suchten, den Eisenbahnverkehr im Raum München zu verbessern.
Eine Realisierung des Projekts ist nicht mehr geplant.

## Merkmale

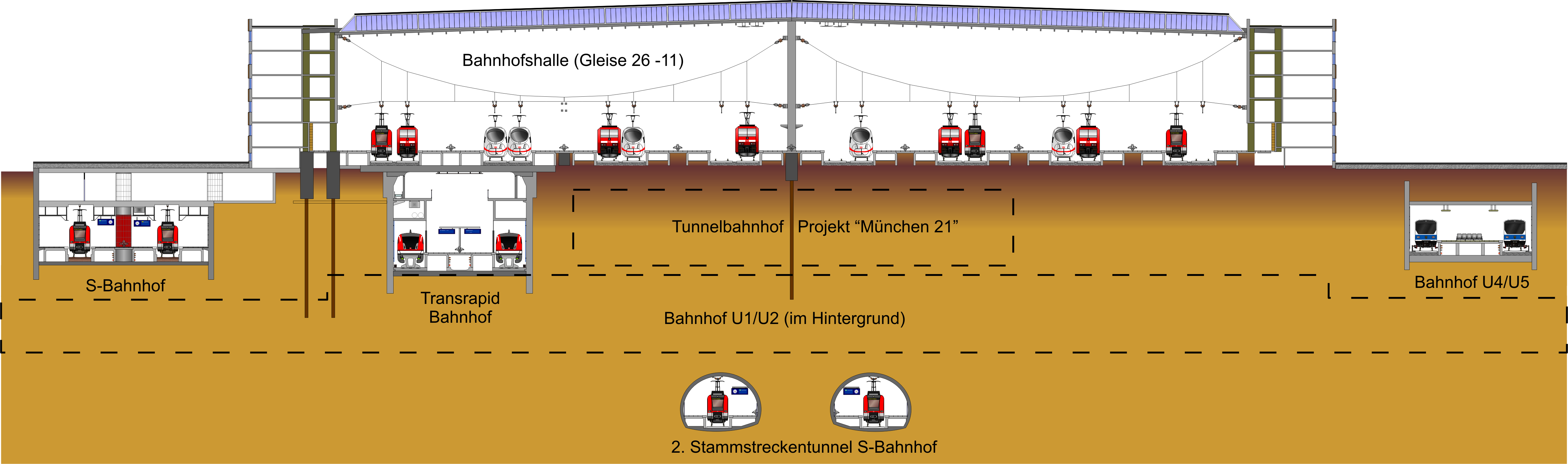
Der Hauptbahnhof im Querschnitt und die geplanten Ausbaumaßnahmen

Die Deutsche Bahn AG, der Freistaat Bayern und die Landeshauptstadt München hatten eine Machbarkeitsstudie in Auftrag gegeben, in der untersucht werden sollte, ob und ggf. wie der Kopfbahnhof in einen Durchgangsbahnhof umgebaut werden könnte.
Im Rahmen der im Herbst 2001 abgeschlossenen Studie wurden zwei Alternativen (A, B) mit einem Durchgangsbahnhof am Hauptbahnhof und einem weiterführenden Tunnel zum Ostbahnhof untersucht. Daneben brachte die Stadt München eine Alternativvariante Laim–Südring (ALS) ein, die eine Verknüpfung des durchgebundenen Fernverkehrs mit dem Regionalverkehr im Bahnhof München-Laim vorsah.
Der Tunnel sollte in Parallellage zur bestehenden Röhre der S-Bahn-Stammstrecke entstehen. Die Bahnstrecke München-Laim–München Süd und der Abschnitt München Hbf–München Ost der Bahnstrecke München–Rosenheim sollten in den Varianten A und B vom Fern- und Regionalverkehr nicht mehr befahren werden.

### Alternative A
Die Alternative A sah einen 14-gleisigen Hauptbahnhof als Durchgangsbahnhof für den gesamten Reisezugverkehr vor. An die in einem offenen Trog in etwa 18 m Tiefe liegende Anlage sollte sich ein viergleisiger Tunnel zum Münchner Ostbahnhof anschließen, der von allen Zügen genutzt werden sollte. Am Sendlinger Tor sollte dabei ein neuer Haltepunkt City mit sechs Bahnsteiggleisen für den Regionalverkehr entstehen, mit Umsteigemöglichkeiten zur U3 und U6. Der viergleisige Tunnel wäre im Bereich der Welfenstraße an die Oberfläche getreten und wäre parallel zu den Gleisen des Südrings in den Ostbahnhof eingefädelt worden. Bei dieser Lösung wären am Ostbahnhof bis zu zehn Bahnsteiggleise (zuzüglich S-Bahn) erforderlich gewesen.
Die Fahrzeit im Fernverkehr zwischen Haupt- und Ostbahnhof wäre von acht Minuten (über den Südring) auf fünf Minuten verkürzt worden. Im Regionalverkehr wurde – aufgrund des Haltes am Haltepunkt City – eine unveränderte Reisezeit erwartet. Im Tunnel wurden 102 ICE-Zugpaare erwartet, am Haltepunkt 158 Zugpaare des Interregios und des Stadtexpress' pro Tag. Es wurden 691.000 zusätzliche Personenfahrten im Fernverkehr (über 50 km Reiseweite) erwartet. Innerhalb des Münchner Verkehrsverbundes wurde mit etwa 7.100 zusätzlichen Fahrten pro Tag gerechnet. Etwa 21,4 Hektar Fläche sollten für neue Nutzungen freigestellt werden.
Der Umbau der Gleisanlagen des Hauptbahnhofs im laufenden Betrieb hätte viele Bauphasen und eine langjährige Beeinträchtigung des Zugangebots erfordert. Die Unterfahrung des Mathäserkomplexes hätte aufwendige tunnelbautechnische Sonderkonstruktionen notwendig gemacht. Das ICE-Betriebswerk wäre auf das ehemalige Rangierbahnhofsgelände in München Ost verlagert worden.
Die notwendigen Investitionen wurden mit etwa 2,095 Milliarden Euro beziffert (Kostenstand 2002).

### Alternative B
Die Alternative B sah einen auf 16 Gleise konzentrierten Kopfbahnhof für die westlichen Relationen vor. Daneben war ein Durchgangsbahnhof mit sechs Bahnsteiggleisen in einer Tiefe von etwa 18 m vorgesehen, der dem Fernverkehr Deutschland–Österreich/Italien sowie dem Regionalverkehr Ingolstadt–Mühldorf und Augsburg–Rosenheim dienen sollte. Zum Ostbahnhof sollte ein zweigleisiger Tunnel mit einem viergleisigen City-Bahnhof Sendlinger Tor für den Regionalverkehr entstehen. Oberirdisch wären in der Haupthalle 16 Gleise mit je 420 m Bahnsteiglänge vorgesehen, während der unterirdische Durchgangsverkehr auf sechs Bahnsteiggleisen mittig unterhalb der Halle, in einer Tiefe von ca. 18 m, geführt worden wäre. Die Bahnsteighalle selbst wäre verlängert worden, der Hauptzugang erhalten und die Zugänge zu den beiden Flügelbahnhöfen optimiert worden. Eine zusätzliche Hauptzufahrt an der Arnulfstraße sollte über die Paul-Heyse-Unterführung einen Zugang zu den Bahnsteigen ermöglichen. Zwischen Nord- und Südgleisen sollte die Umsteigezeit um elf Minuten reduziert werden.
Gegenüber der Alternative A wurde mit Investitionskosten von ca. 1,225 Milliarden Euro gerechnet (Kostenstand 2002). Es wurde eine Erhöhung des Fernverkehrsaufkommens um 422.000 Personenfahrten pro Jahr erwartet. Innerhalb des Münchner Verkehrsverbundes wurde mit etwa 3.800 zusätzlichen Fahrten pro Tag gerechnet. Durch den Verzicht auf die beiden Flügelbahnhöfe sollten etwa 4,4 Hektar Flächen freiwerden. Der Innenstadttunnel wäre von 32 ICE-, 24 IR- und 56 Regionalverkehrs-Zugpaaren pro Tag befahren worden.

### Empfehlung
Gutachter, Lenkungskreis und Verwaltung der Stadt München empfahlen, die Alternative B langfristig offenzuhalten.
Fahrgastprognosen für den Zeitraum bis 2010 ließen kein ausreichendes volkswirtschaftliches Kosten-Nutzen-Verhältnis erwarten. Im Rahmen der geplanten Modernisierung des Hauptbahnhofs wird München 21 jedoch als langfristige Option offengehalten. Unterhalb der Gleisanlagen von München 21, in einer Tiefe von rund 40 Metern, soll die zweite S-Bahn-Stammstrecke verlaufen. Neben der 1996 vorgelegten Trasse wird auch eine später entwickelte Alternativtrasse in etwa 40 Metern Tiefe freigehalten (Stand: 2006).
Im Rahmen des Konzepts sollte ein Fahrradparkhaus nördlich des Starnberger Flügelbahnhofs errichtet werden. In dem dreistöckigen Gebäude sollten 850 Fahrräder auf drei Ebenen Platz finden. (Stand: 1999)

## Geschichte

### Vorgeschichte
Bereits gegen Ende der 1930er Jahre gab es konkrete Planungen, den Kopfbahnhof durch einen Durchgangsbahnhof in anderer Lage zu ersetzen. Diese Pläne wurden aufgrund des Zweiten Weltkriegs nicht umgesetzt.
Frühe konkrete Pläne einer Unterfahrung der Innenstadt durch den Fernverkehr sahen einen Fernbahnhof unterhalb des Alten Botanischen Gartens vor, der unterirdisch mit dem Hauptbahnhof und dem Karlsplatz verbunden werden sollte. Eine Unterfahrung des Hauptbahnhofs hielten die Planer der DB aufgrund der zahlreichen in unterschiedlichen Tieflagen kreuzenden S- und U-Bahn-Tunnel für nicht möglich. Die DB verwarf diese Planungen mit Verweis auf den hochwertigen Standort des bestehenden Hauptbahnhofs und dem Wunsch, der neue Fernbahnhof müsse von Tageslicht erreicht werden.
Eine Untersuchung eines Hauptbahnhofs in Tieflage ergab, dass diese Anlagen in einer Tiefe von wenigstens 35 m unter der Oberfläche liegen müssten. Ein Entwurf des Architekten Meinhard von Gerkan sah dazu einen 250 m langen, kaskadenförmig abgestuften Trichter mit einer Breite von 100 m vor. Die Bahnanlage sollte in einer Tiefe von 37 m liegen. 45 m über dem Bahnsteigniveau sollte ein 110 m weit gespanntes und etwa zur Hälfte verglastes Dach liegen. Die insgesamt 50 m hohe Halle sollte beidseitig von sechs Galerieebenen eingefasst werden. Insgesamt sollten 400.000 Quadratmeter Geschossfläche entstehen. Das bestehende Gebäude sollte nicht mit einbezogen werden.

### Vorstellung
Am 20. Juni 1996 wurde das Projekt von Bahnchef Heinz Dürr, Bayerns Wirtschaftsminister Otto Wiesheu und Münchens Oberbürgermeister Christian Ude vorgestellt. Das Konzept sah vor, die von Westen kommenden Strecken in München-Pasing und München-Laim zusammenzuführen und ab Höhe der Friedenheimer Brücke auf sechs zu reduzieren und in einem 2,3 km langen Tunnel bis zum Hauptbahnhof unterirdisch zu führen. Der Hauptbahnhof sollte dazu abgerissen und komplett neu errichtet werden. Drei Tage zuvor war in Frankfurt am Main das Projekt Frankfurt 21 vorgestellt worden.
Ein erster Entwurf von Meinhard von Gerkan sah eine 265 m lange und 110 m breite Bahnsteighalle mit acht Gleisen und vier Mittelbahnsteigen in 35 Metern Tiefe vor. Zwischen der Eingangsebene (Erdgeschoss) und der rund 35 m tiefer liegenden Bahnsteigebene waren vier galerierte Ebenen mit verschiedenen Funktionen vorgesehen. Die bis zu 35 m unter dem Straßenniveau liegende Halle sollte eine Raumhöhe von 50 m erreichen.
Vom Hauptbahnhof sollten zwei eingleisige, 3,3 km lange und mit 120 km/h befahrbare, Röhren zum Ostbahnhof gebaut werden.
Auf den heutigen Gleisanlagen sollte eine etwa drei Kilometer lange und 160 m breite Grünfläche entstehen. Darüber hinaus sollten etwa 120 Hektar Bauland für Mischnutzung (60 Prozent Arbeiten, 40 Prozent Wohnen) neu geschaffen werden. Querverkehr sollte über Brücken geführt und durch beidseitige Randbebauungen abgeschirmt werden.
Das Projekt sollte ohne Bundesmittel auskommen. Als Realisierungszeitraum wurde zunächst ein Zeitraum von 15 bis 20 Jahren genannt. Die Kosten wurden mit etwa 5 Milliarden DM angegeben.

### Weitere Entwicklung
Am 29. Januar 1997 beauftragte der Stadtrat der Landeshauptstadt das städtische Planungsreferat, eine Vorstudie zu vergeben, in der stadtverträgliche Alternativen zu München 21 erarbeitet werden sollten. Die Ergebnisse zeigten schlankere Lösungsansätze mit einem weniger tief liegenden Durchgangsbahnhof und kürzeren Tunneln auf. Der Stadtrat nahm die Ergebnisse der Vorstudie am 15. Juli 1998 zur Kenntnis und das Planungsreferat beauftragt, die Hauptalternativen in einer Machbarkeitsstudie zu untersuchen.
Im Spätsommer 1999 gehörte das Projekt zu jenen, die aufgrund von Sparzwängen des Bundes wahrscheinlich nicht realisiert werden sollten. Eine Prüfung des Stadtplanungsamts habe ergeben, dass im günstigsten Fall nur ein Viertel der Finanzierung gedeckt werden könne. Die Stadt kündigte an, 160 Hektar ohnehin freiwerdende Bahnflächen zwischen dem Hauptbahnhof und Pasing entwickeln zu wollen.
Im Frühjahr 2000 machte sich im Münchner Stadtrat Skepsis breit, ob das Projekt München 21 realisiert werden könne.
Mitte 2001 wurde bekannt, dass die Deutsche Bahn das Projekt aus ihrem mittelfristigen Ausbaukonzept (bis 2015) gestrichen hatte. Damit war das Projekt auch nicht in einer Liste von Projekten enthalten, die das Unternehmen zur Aufnahme in den Bundesverkehrswegeplan vorschlug. Zuvor hatte das Unternehmen München 21 bereits aus der mittelfristigen Finanzplanung (bis 2005) herausgenommen. Nach Angaben eines Bahnsprechers von 2001 habe das Projekt Stuttgart 21 einen größeren Stellenwert für das Unternehmen als München 21, da in München mehr Züge beginnen und enden würden als in Stuttgart. Damit würde ein Durchgangsbahnhof in München weniger Nutzen stiften.

### Machbarkeitsstudie
1998 wurde eine Machbarkeitsstudie durch Freistaat, Stadt und Bahn beauftragt und im Folgejahr um die Fragestellung des zweiten Stammstreckentunnels versus der Südring-Variante erweitert. Die Studie sah dabei vor, den Hauptbahnhof ab der Höhe der Donnersbergerbrücke auf eine Höhe von 19 m abzusenken. Dabei wurden zwei Varianten untersucht. Die eine beinhaltete eine vollständige Tieferlegung des Hauptbahnhofs, einschließlich eines viergleisigen Tunnels zum Ostbahnhof, eines neuen Verknüpfungsbahnhofs mit der U-Bahn am Sendlinger Tor und einer bereits an der Donnersbergerbrücke unterirdisch verlaufenden S-Bahn. Eine zweite Variante sah vor, den Kopfbahnhof für in München endende Züge zu erhalten und die neuen unterirdischen Bahnanlagen mit einem zweigleisigen Tunnel an den Ostbahnhof anzubinden. Auch die Errichtung eines Fernbahnhofs unter dem Marienplatz wurde erwogen.
Insgesamt wurden im Rahmen der Machbarkeitsstudie fünf Untersuchungen beauftragt, denen fünf Ziele zu Grunde gelegt wurden:
- „Erhöhung des verkehrlichen Nutzens für Kunden und Verkehrsunternehmen“[3]
- „Erfüllung eisenbahnbetrieblicher Anforderungen und Gewährleistung einer technischen Umsetzbarkeit unter Aufrechterhaltung des Bahnbetriebs während der Bauzeit“[3]
- „Geländefreimachung für städtebauliche Nutzungsmöglichkeiten“[3]
- „Impulse für eine strukturelle Weiterentwicklung der Stadt im Sinne eines verbesserten Verkehrsangebotes im schienengebundenen Regional- und Fernverkehr mit positiven Wirkungen für die Umwelt“[3]
- „Aufwand- und Kostenminimierung bei den Betriebsabläufen der Bahn und Einräumung von Vorteilen für die Bahnkunden durch kürzere Wege und Umsteigezeiten“[3]

Die Arbeiten wurden zeitweise unterbrochen und auf Wunsch des Freistaats Bayern eine S-Bahn-Ergänzungsuntersuchung in zwei Varianten durchgeführt, deren Ergebnisse dem Stadtrat am 24. Oktober 2001 vorgestellt wurden. Eine erwogene Mitnutzung der neuen Bahnanlagen durch die S-Bahn wurde weitgehend verworfen. Die Arbeiten an der Machbarkeitsstudie wurden im Herbst 2001 abgeschlossen.
Die Ergebnisse einer anschließenden Studie wurden im März und April 2002 ausgestellt.